# Luigi Annoni
Luigi Annoni (Paderno Dugnano, 9 de novembro de 1890 – Turín, 11 de dezembro de 1970) foi um ciclista italiano que correu durante a década de 1910 e década de 1920 do século XX, sendo gregário de Costante Girardengo e Giovanni Brunero.
Bom velocista, viu interrompida a sua progressão desportiva pelo estalido da Primeira Guerra Mundial. Ao acabar voltou ao ciclismo, conseguindo os seus sucessos mais importantes ao Giro d'Italia, em que ganhou três etapas: dois na edição de 1921, em que finalizou em 10a posição da classificação geral, e uma no de 1922.

## Palmarés
- 1921
  - Vencedor de 2 etapas ao Giro d'Italia
- 1922
  - Vencedor de uma etapa ao Giro d'Italia

### Resultados ao Giro d'Italia
- 1921. 10ª da classificação geral. Vencedor de 2 etapas
- 1922. Abandona. Vencedor de uma etapa